# Hadena capsincoloides
Hadena capsincoloides là một loài bướm đêm trong họ Noctuidae.